# Zlatý křížek
Zlatý křížek (v německém originále Das goldene Kreuz) je nejznámější opera rakouského skladatele Ignaze Brülla. Libreto napsal vídeňský dramatik Salomon Hermann Mosenthal s použitím stejnojmenné (Croix d'or) francouzské hry Mélesvilla (vl. jm. Anne-Honoré-Joseph baron de Duveyrier) a Nicolase Braziera. Poprvé byla uvedena 22. prosince 1875 v Královské opeře v Berlíně.

## Vznik a historie díla
Ignaz Brüll se pokusil svou první operu, Žebráky ze Samarkandu, uvést ve Stuttgartu roku 1864, ale když se mu to nepodařilo, odklonil se od operních plánů a věnoval se zejména skladbám pro klavír a písním. K opeře se vrátil až roku 1875, kdy dostal do rukou libreto "lidové opery" od známého dramatika Salomona Mosenthala, který byl mj. libretistou velmi úspěšné opery Brüllova přítele Karla Goldmarka Královna ze Sáby. Libreto bylo ve dvou aktech a v tradici německého singspielu (nebo spíše francouzské opéry comique, na kterou poukazuje i francouzský námět) se v něm hudební čísla střídají s mluvenými dialogy. Brüll je zhudebnil živým, kultivovaným tónem využívajícím komické i lyrické až sentimentální stránky příběhu. Opera byla psána pro berlínské divadlo a pruskému obecenstvu se Brüll i přizpůsobil, neboť velká pozornost věnována vojenským melodiím.
Opera měla velký úspěch a byla brzy hrána na dalších jevištích. Ještě v téže sezóně jako v Berlíně byl Zlatý křížek uveden v pražském Stavovském divadle a 9. prosince 1876 měl rovněž českojazyčnou premiéru na scéně Prozatímního divadla, což bylo rovněž první uvedené v jiném než originálním jazyce. Po Praze, ještě roku 1876, byla uvedena i ve Vídni, dále např. v Rize (1877), Londýně (1878), Rotterdamu (1878), Basileji (1879), Stockholmu (1879), Lublani (1880), Temešváru (1883), New Yorku (1886). Po 1. světové válce bylo její uvádění omezeno víceméně na německá jeviště, odkud však vymizela s nástupem nacismu vzhledem k židovskému původu skladatele.
Po vynikajícím úspěchu Zlatého křížku se Ignaz Brüll věnoval opeře pravidelněji a napsal v průběhu následujících dvaceti let osm dalších oper (a jeden balet). Přestože měly čestný úspěch, triumf Zatého křížku nezopakovaly.
Vedle samotné opery se uplatnila i její jednotlivá čísla. Zejména obě písně seržanta Bombardona — optimisticky bojovná Bombombom, trarara i melancholická Wie anders war es, als vor wenig Jahren se staly oblíbenými koncertními kusy pro barytonisty a z prvních desetiletí gramofonové éry existuje řada jejich nahrávek.

## Osoby
- Gontran de l'Ancre, mladý šlechtic (lyrický tenor)
- Nicolas (Colas) Pariset, mlynář, (charakterní baryton)
- Christine, jeho sestra (lyrický soprán)
- Thérèse, hostinská, jeho sestřenice a nevěsta (mezzosoprán)
- Bombardon, seržant (bas buffo)

Vojáci, vesničané, vesničanky

## Děj opery
Opera se odehrává ve Francii, ve vesnici poblíž Melunu v letech 1812 (1. akt) a 1815 (2. akt). Tatáž náves s hostincem a Nicolasovým mlýnem.

### 1. dějství
Thérèse je oblečena v šatech nevěsty a září radostí, Christine je oblečena skromně a je zasmušilá. Děvčata oslavují němestu (sbor Rosmarin mit bunten Bändern). Christine dosud žila s bratrem, Thérèsiným ženichem, a nyní lituje, že jejich idyla končí (romance Die Eltern starben frühe). Christine má navíc obavu, že Colas bude odveden na vojnu. A vskutku přichází rekrutující seržant Bombardon (píseňa duet Halt, Front, Gewehr bei Fuß!) v rozhovoru se šlechticem Gontranem, jehož cesta vede rovněž přes ves. Oba se usadí v hospodě, kde je obsluhuje Thérèse. Ta jim povídá o své svatbě, Gontran však na lásku nevěří, neboť se v ní zklamal (romance Was ist Leben ohne Liebe).
Když odejde, přichází Colas ve vojenské uniformě a s plačící sestrou: skutečně byl odveden. K nářkům se připojuje Thérèse, naopak Bombardon se je snaží uklidnit; Gontram zatím z okna pozoruje Christine a nepozorován se do ní bezhlavě zamiluje (duet, pak tercet, pak kvintet Courage! Kind, such dich zu fassen). Bombardon má dodává odvahy vojenskou písní (Bombombom, trarara). Christina si ví rady: tolik chlapců se o ni v posledním roce ucházelo, jistě se kvůli ní někdo přihlásí na vojnu místo Colase. Slibuje tedy ruku tomu, kdo se nechá naverbovat a za dva roky jí přinese zlatý křížek po matce, který mu hodlá dát jako zástavu. Houf mladíků se sice Christině dvoří, tato podmínka však každého odradí (sbor O seht die kummervolle Miene... Was wünschen Sie, Mamsell Christine? a ansámbl Dies goldne Kreuz, der Mutter teures Pfand). Colas se tedy chytá odejít, ale Bombardon je informuje, že to již není třeba: dobrovolník se našel a seržant mu předá onen zlatý křížek (finále Ist's möglich! O Himmel se sborem vojáků Auf zum Kampf! Auf zum Sieg!).

### 2. dějství
Colas a Thérèse žijí v rozšafném manželství (duet Schau, schau, mein Männchen ruht sich aus). Přesněji řečeno, Thérèse drží Colase pěkně pod pantoflem (árie Die Männer muß man sich dressier'n). Christine se zatím stará o neznámého vojáka, který se k ní dostal těžce zraněn a teprve nyní se po dlouhé době vyléčil. Zjevně se s Christine do sebe zamilovali, ale Christine dala kdysi své slovo, a i když není pravděpodobné, že se její dobrodinec vrátí, vyléčený voják — a je to ovšem ve skutečnosti Gontran — nechce využít situace a nutit ji, aby své slovo porušila (romance Nein, nein, ich will ihr Herz nicht zwingen). Na oslavu vyléčení ale všichni čtyři zasednou ke stolu (kvartet Da ist sie! Zu Tische! Das Mahl ist bereit!). Gontran se ale nyní hodlá rozloučit; v duetu si s Christine konečně vyznávají lásku (Darf ich's glauben, wenn ich scheide). Přesto Christine chce dále čekat, ale v té chvíli se jí Gontran dá poznat — a současně přizná, že její zlatý křížek již nemá. Christine bez důkazu nechce uvěřit jeho historce; Gontran se cítí uražen na cti a odchází.
Do vesnice přichází Bombardon se svými vojáky — nebo spíše s tím, co z nich po ruské kampani zbylo, jak popisuje v árii Wie anders war es, als vor wenig Jahren. Ale ještě něco: přináší Christine její zlatý křížek. Christine si jej tedy hodlá vzít, ale Bombardon jí vysvětluje, že jí ten křížek přináší jako poslední pozdrav umírajícího vojáka (1. část finále Es ist das Kreuz, das Pfand, das ich gegeben). Pak ale Bombardon slyší hlas odcházejícího Gontrana zpívajícího svou píseň Liebesglück, Liebestraum a poznává v něm onoho vojáka. Gontran je povolán zpět, Christine se mu omluví, oba si padnou do náručí a všichni se připojují k Bombardonově písni Bombombom, trarara.